# Тушкан
Тушкан (Allactaga) — рід гризунів з підродини тушканові (Allactaginae) родини стрибакові (Dipodidae). Представлений у фауні України, проте є одним з найбідніших за видовим складом родів ссавців України (один рідкісний вид, внесений до Червоної книги України).

## Назва
Інколи рід позначають з неподвоєним «L»: Alactaga. Вернакулярна назва «тушканчик», якою інколи позначають рід Allactaga, стосується іншого роду цієї ж підродини — Pygeretmus.

### Видовий склад
Рід Allactaga включає 2 види:
- Allactaga — тушкан
  - тушкан великий (Allactaga major)
  - Allactaga severtzovi

## Рід тушкан в Україні

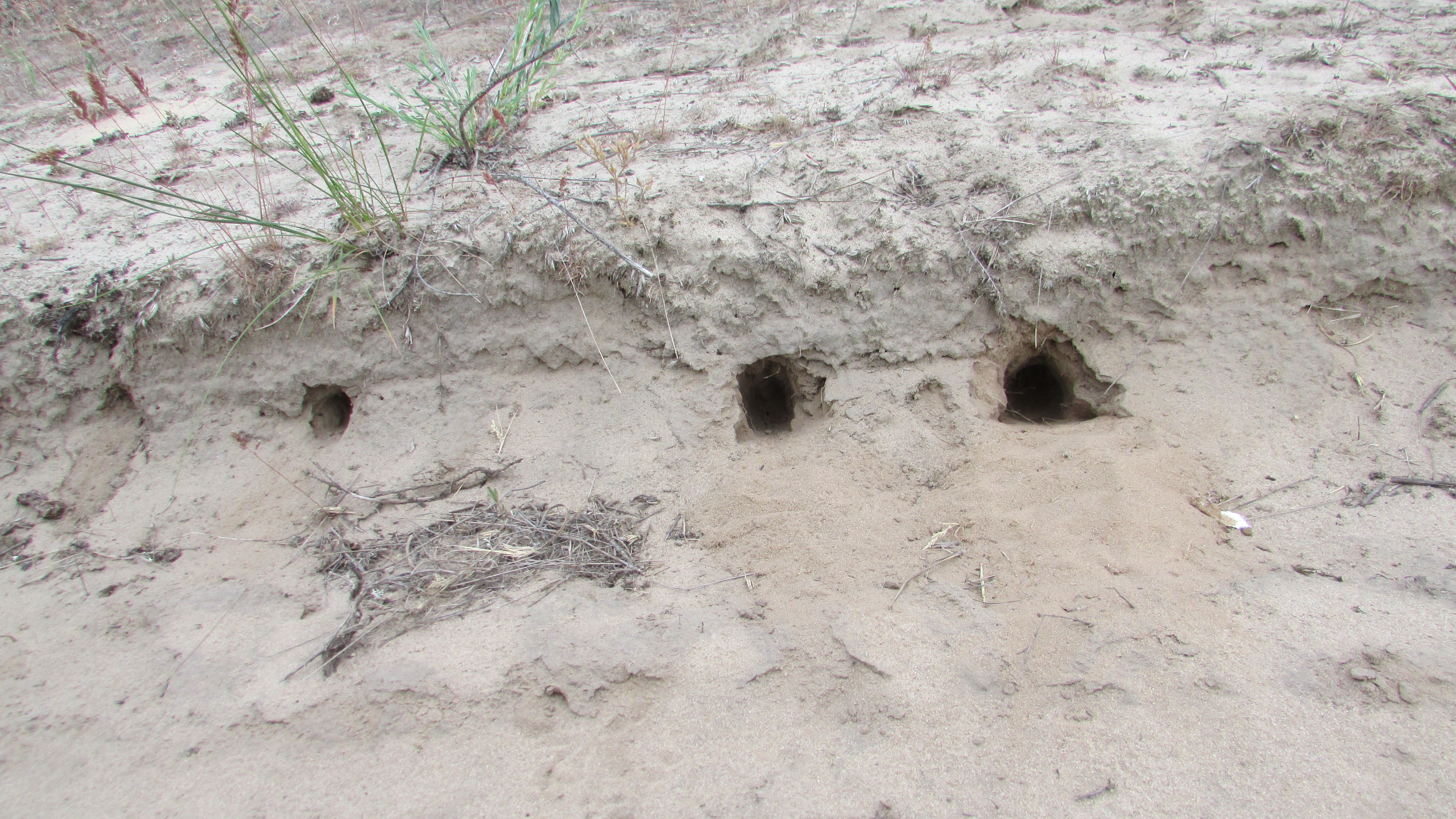
В степу тушканчики полюбляють рити собі нори-схованки на вертикальних та похилих поверхнях. Національний природний парк «Олешківські піски», Буркутське відділення

Рід представлений у фауні Україні видом Тушкан великий (Allactaga major). Цей вид поширений по більшій частині степової зони (вкл. Крим і Лівобережжя) з виразною концентрацією знахідок на сході країни, переважно в Луганській і Донецькій областях.